# トチェーノ
トチェーノ（伊: Toceno）は、イタリア共和国ピエモンテ州ヴェルバーノ・クジオ・オッソラ県にある、人口約700人の基礎自治体（コムーネ）。

## 地理

### 位置・広がり
| 隣接するコムーネは以下の通り。 - クラヴェッジャ - サンタ・マリーア・マッジョーレ |